# Gösta Malm

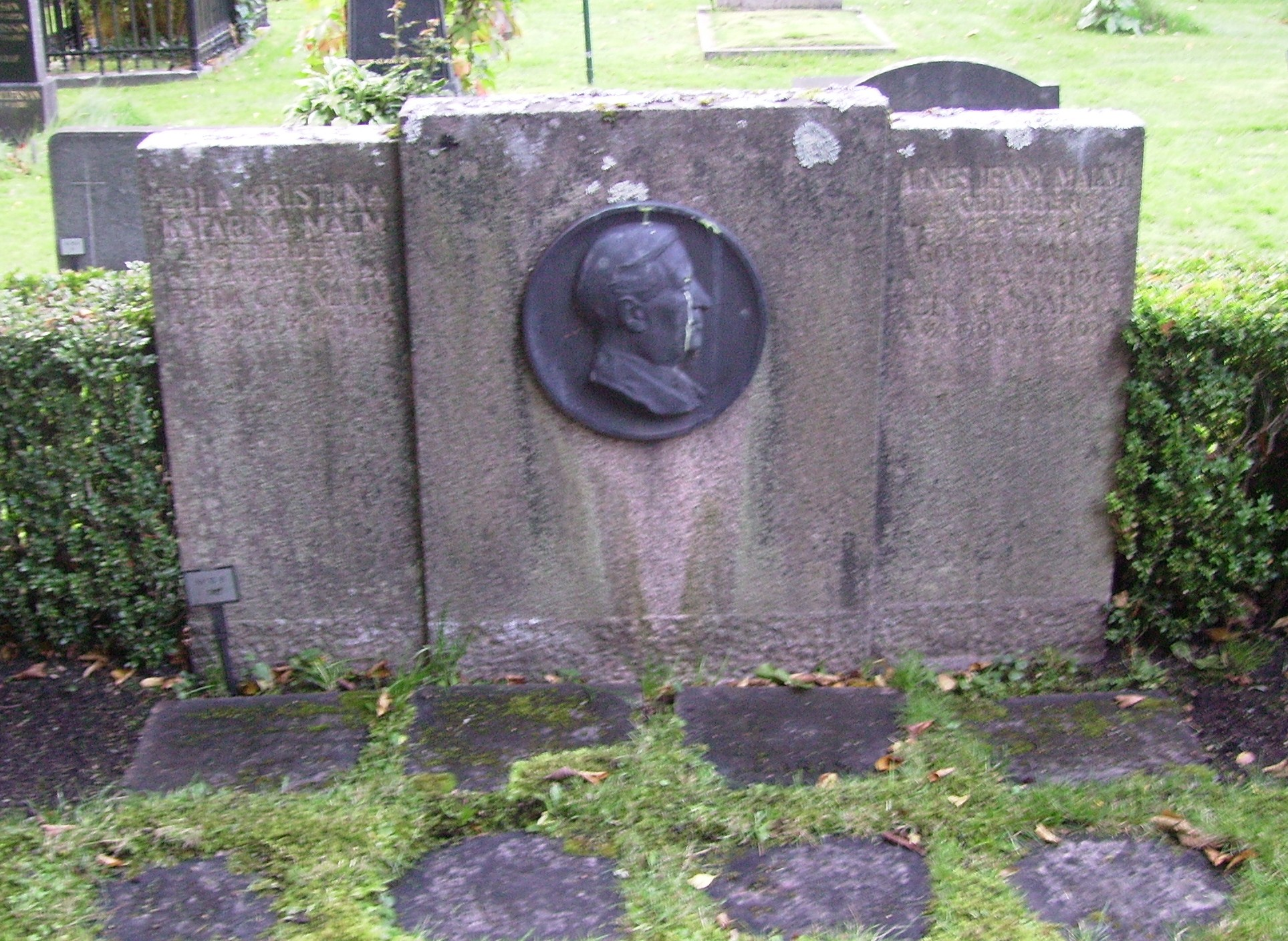
Gösta Malms gravvård på Norra begravningsplatsen i Stockholm.

Carl Gustaf (Gösta) Oscar Malm, född 11 maj 1873 i Estuna socken, Stockholms län, död 11 januari 1965 i Engelbrekts församling, Stockholms stad, var en svensk väg- och vattenbyggnadsingenjör, ämbetsman och politiker. 
Han var handelsminister 1920–1921 och socialminister 1923–1924. 

## Biografi
Malm tog mogenhetsexamen i Stockholm 1891, och utexaminerades från Kungliga Tekniska högskolans avdelning för väg- och vattenbyggnadskonst år 1895. Han blev löjtnant i Väg- och vattenbyggnadskåren 1901, avancerade där till kapten 1910 och major år 1916 och tog avsked år 1917.
Som nyutexaminerad tjänstgjorde Malm bland annat som arbetschef vid anläggning av vattenledning, kloaker och gator i Oxelösund. 1899 anställdes han vid Stockholms vattenledning under Fredrik Vilhelm Hansen, vilket blev inledningen till ett mångårigt samarbete med denne.
Han var arbetschef för anläggningen av Stockholms nya vattenledningsverk vid Norsborg 1901–1905, blev arbetschef vid Trollhätte kraftverksbyggnader 1906 och för Trollhätte kanals ombyggnad 1909 samt underdirektör för Trollhätte kanal- och vattenverk samma år. 1910 förordnades han till överingenjör och var 1910-–914 chef för Vattenfallsstyrelsens byggnadsbyrå. Åren 1914–1917 var han verkställande direktör i AB Skånska Cementgjuteriet.
Det var en för svenska förhållanden mindre vanlig ingenjörsgärning som han fullgjorde under denna 15-årsperiod, då han som teknisk ledare för såväl konstruktions- som byggnadsarbetena hann med inte bara fullbordandet av Norsborgsverket och Trollhätte kraftverks två första utbyggnader samt till väsentligaste delar ombyggnaden av Trollhätte kanal, utan även utförandet av Porjus kraftverk och i huvudsak Älvkarleby kraftverk.
Han var under åren 1917–1928 landshövding i Norrbottens län, dock med två avbrott för ämbetsperioder som minister. Som landshövding ägnade han sig särskilt åt länets kommunikationsfrågor, vilka aktualiserats av biltrafikens genombrott. Under den stora arbetslöshetskrisen i länet vid 1920-talets början igångsatte han som motåtgärder betydande väg- och flottledsarbeten. Utöver detta ägnade han stort intresse åt kulturella och sociala frågor.
Malm var från 27 oktober 1920 till 13 oktober 1921 handelsminister i Louis De Geers och Oscar von Sydows ministärer, samt 19 april 1923–18 oktober 1924 socialminister i Ernst Tryggers ministär, bägge uppdragen som partipolitiskt obunden.
År 1928 lämnade Malm landshövdingeresidenset i Luleå och tillträdde posten som generaldirektör i Vattenfallsstyrelsen, där han kom att stanna till sin pensionering 1938. I motsats till tiden fram till 1920-talet, som på kraftverksutbyggnadens område präglats av optimistisk utbyggnad, blev 1930-talet en period av konsolidering, organisatorisk rationalisering och mindre iögonfallande expansion. En stor insats under Malms ledning var att binda ihop det svenska kraftnätet så att elen från norr kunde distribueras till mellersta och södra Sverige. Regleringen av Vänern slutfördes och flera nya kraftverk började byggas.
Malm var ordförande 1911–1913 i Svenska Teknologföreningens avdelning för väg- och vattenbyggnadskonst och 1915–1916 i föreningen, ledamot av Statens Järnvägars trafikråd 1916–18, ordförande i betongbronämnden 1917–1921, ordförande och chef för Statens industrikommission 1918–1920, ordförande i statsbaneekonomikommissionen 1920–1921 samt sakkunnig för maskinell vägtrafik 1920–1923. Efter denna tid hade han diverse utredningsuppdrag och var även tekniskt sakkunnig.
Malm publicerade tekniska avhandlingar och redogörelser för av honom utförda byggnadsföretag (bland annat del III, avdelning 1 i Trollhättan, dess kanal- och kraftverk) samt artiklar i Teknisk tidskrift med mera. År 1963 utkom självbiografin I mina krafts dagar.

### Privatliv
Gösta Malm var son till lantbrukaren Johan Ludvig Malm och Edla Katrina Kristina, född Cederberg. Från 1899 till hennes död var han gift med sin kusin Agnes Jenny Cederberg (1870–1945). Tillsammans fick de två söner, författaren Einar Malm (1900–1988) och arkitekten Sven Malm (1902–1983).

## Utmärkelser och ledamotskap

### Svenska utmärkelser och ledamotskap
- Riddare av första klassen av Vasaorden, 1910.[5]
- Kommendör av första klassen av Nordstjärneorden, 5 juni 1920.[6]
- Kommendör med stora korset av Nordstjärneorden, 15 september 1926.[7]
- Konung Gustaf V:s jubileumsminnestecken med anledning av 70-årsdagen, 1928.[8]
- Kommendör med stora korset av Vasaorden, 15 november 1938.[9]
- Illis quorum av 12 storleken, 1938.[2]
- Ledamot av Kungl. Ingenjörsvetenskapsakademien, 1919.[10]
- Ledamot av Kungl. Krigsvetenskapsakademien, 1938.[11]
- Kungl. Ingenjörsvetenskapsakademiens stora guldmedalj ”för hans insatser som vattenkraftbyggare, för vägväsendet och särskilt för tekniskt-vetenskaplig forskning”, 1943.[12]
- Teknologie hedersdoktor vid Kungliga Tekniska högskolan, 1944.[13]
- Förste hedersledamot av Kungl. Ingenjörsvetenskapsakademien, 1946.[10]

### Utländska utmärkelser
- Storkorset av Finlands Vita Ros’ orden, tidigast 1940 och senast 1942.[14][15]